# Église Saint-Martin de Davenescourt
L'église Saint-Martin de Davenescourt est située à Davenescourt dans le département de la Somme, non loin de Montdidier. C'est un exemple d'édifice gothique flamboyant du Santerre, tout comme les églises d'Harbonnières et de Montdidier.

## Historique
L'église de Davenescourt a été construite à la fin du XVe siècle. Elle a remplacé un édifice antérieur dont il est fait mention en 1141. Le village de Davenescourt ayant subi deux incendies en 1417 et 1447, l'église dut être reconstruite au XVIe siècle.
Les Frères Duthoit réalisèrent des dessins de l'église de 1828 à 1850 qui sont conservés au Musée de Picardie à Amiens.
Elle subit des dégâts au cours de la Première Guerre mondiale et fut restaurée durant l'entre-deux-guerres. Elle est protégée au titre des monuments historiques : classement par arrêté du 7 février 1920.

## Caractéristiques

### Extérieur
L'église a été construite en craie au début du XVIe siècle comme pseudo-basilique (plan basilical, mais sans claire-voies) avec nef à bas-côtés, transept non saillant et chœur polygonal avec deux chapelles latérales. Elle est flanquée, à l'extrémité du bras nord du transept, d'un puissant clocher-refuge et soutenue par des contreforts. Un portail latéral entre deux contreforts comportant des niches ornées de statues donne accès à la nef.
Au chevet de l'église, dans une niche, se trouve une statue mutilée du Christ aux liens du XVIe siècle.

### Intérieur
La nef ce quatre travées est dépourvue de fenêtres ; dans le bas-côté nord, se trouve le gisant de Jean IV d'Hangest, en armure, mort prisonnier à Londres pendant la guerre de Cent Ans. Le chœur conserve un décor de style Louis XIV : autels, stalles, lutrin etc. La chaire à prêcher date de 1720 et provient de Roye. Les fonts baptismaux sont de style Renaissance, ils sont décorés de sculptures représentant l'Annonciation, la Visitation, le baptême de Jésus.
L'église conserve des dalles funéraires et des statues du XIVe siècle : dalles funéraires de Jean de Hangest et de Charles de Hangest, statue de Vierge à l'Enfant mutilée ; monument funéraire d'Antoine Huot du XVIe siècle; statue de saint Antoine du XVIIe siècle, un ensemble de mobilier du XVIIIe siècle : chaire à prêcher, lutrin, boiseries du chœur et une statue de saint Maur en pierre, le tout classé monuments historiques au titre d'objets.

## Photos

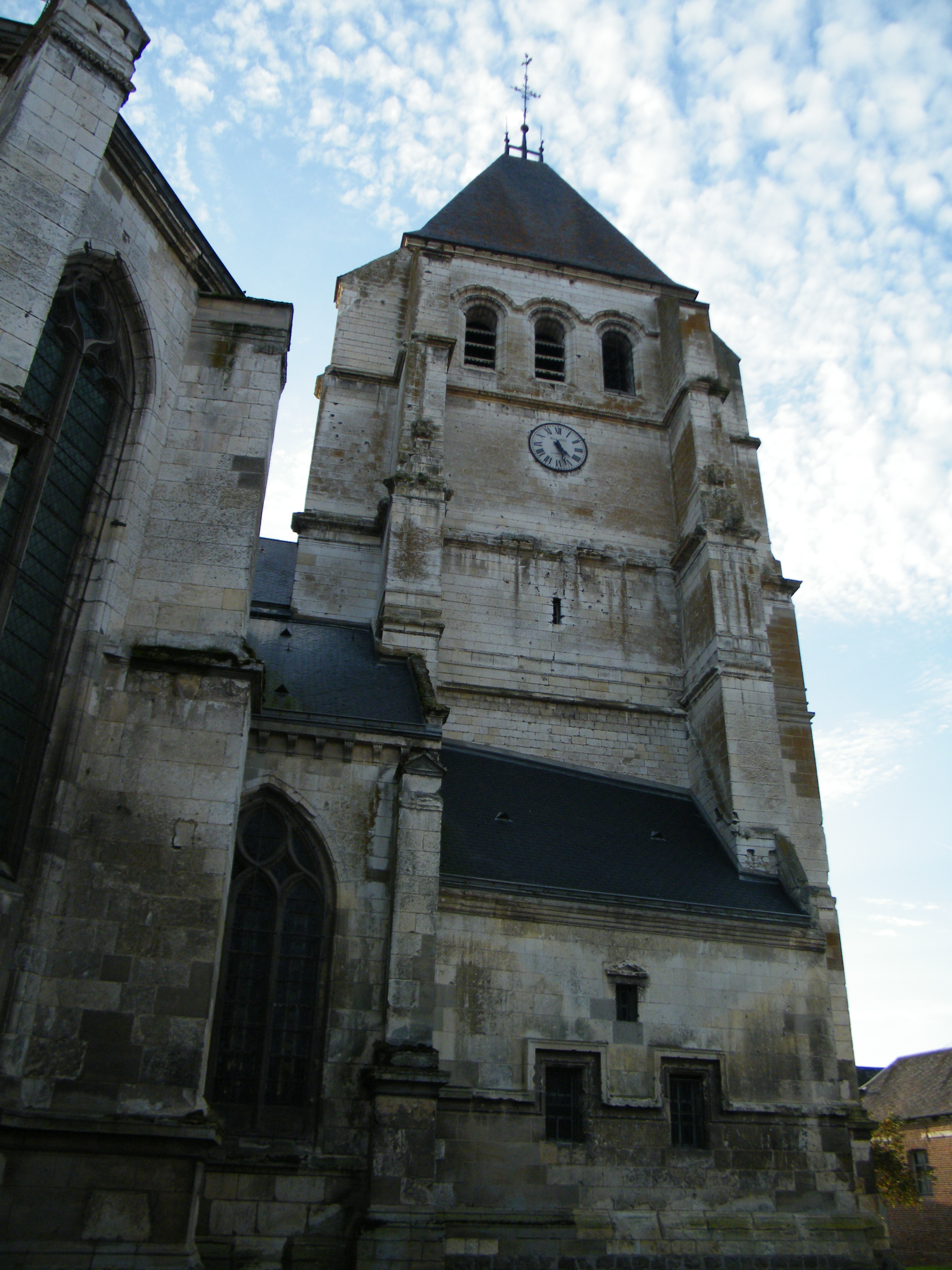
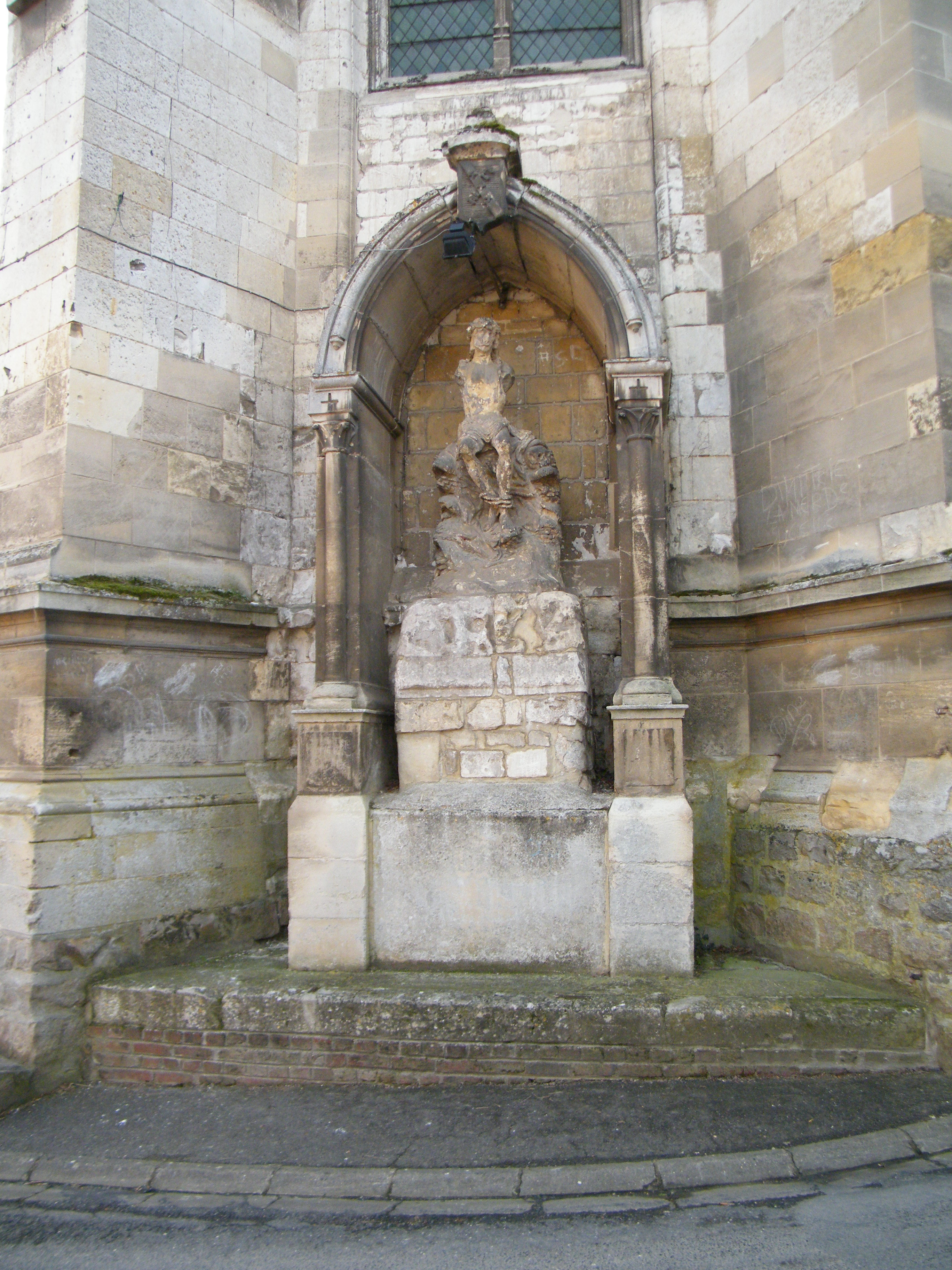
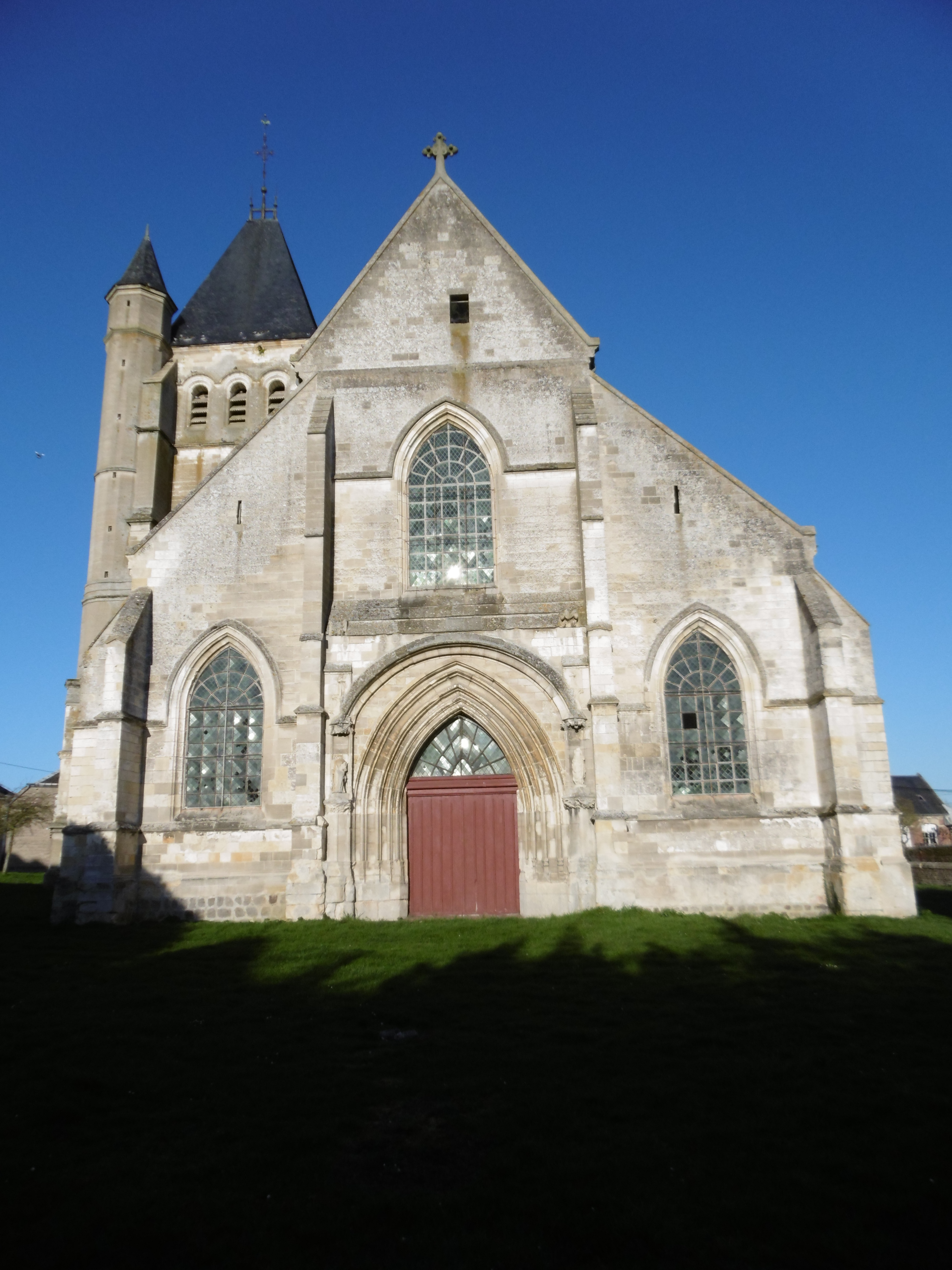